# Marussia B2
Der Marussia B2 ist ein Sportwagen des russischen Herstellers Marussia Motors.
Das auf der Internationalen Automobil-Ausstellung in Frankfurt am Main im September 2009 vorgestellte Auto verfügt im Gegensatz zum technisch eng verwandten Modell B1 über ein eigenwilliges und stark zerklüftetes Design, in dem sich der Buchstabe M widerspiegeln soll.
Wie auch der B1 ist der B2 mit Motoren des britischen Herstellers Cosworth ausgestattet. Als Motorisierungen standen ein 2,8-Liter-Turbomotor mit 265 kW (360 PS) oder 309 kW (420 PS) und ein 3,5-Liter-Saugmotor mit 221 kW (300 PS) zur Verfügung.
Aufgrund der Insolvenz des Herstellers wurde auch hier die Produktion, wie bei dem Vorgänger B1, 2014 eingestellt.